# Kategória (filozófia)
A kategória általános  fogalmat, fogalomkört jelent.
A kategória tehát valamelyik a számos olyan alapvető és különböző osztály közül, ahová a dolgok (entitások, tárgyak, fogalmak) tartoznak,
egy osztályozási rendszeren belüli egység.
A filozófián belül a szót a fentitől nem független, de behatároltabb értelemben is használják.

## Filozófia
A kategória olyan filozófiai kifejezés, amely szó szerint állítást jelent. Először Arisztotelész használta, 10 olyan kategóriát fogalmazott meg, amelyekkel egy alanyról (szubjektumról) állításokat lehet megfogalmazni.
Immanuel Kant már 12 kategóriából álló teljes listát állított fel, melyek szerinte azok az a priori formák, amelyeken keresztül az ember a fenomenális világot megismerheti.

## Etimológia
A szó etimológiája: késői latin categoria, a görög κατηγορια (állítás) szóból, a katEgorein (vádolni, állítani): kata- + agora (közgyűlés), ageirein (gyülekezni) szavakból.

## Jelentései
A Wikipédiában a logikai kategóriákat az ún. kategorizáló lapok képviselik.